# The 90's – ett försvarstal
The 90's – Ett försvarstal är en enmansföreställning med Henrik Schyffert som gavs runtom i Sverige mellan 4 december 2007 och 23 maj 2009. För manus stod jämte Schyffert även Martin Luuk och Fredrik Lindström. Föreställningen regisserades av Lindström. 
I denna nära två timmar långa show utgick Schyffert mycket från sig själv och sitt 1990-tal. Stora delar av föreställningen är självbiografisk och personlig då Schyffert även berättar om svåra sidor från barndomen, exempelvis att han var sängvätare, stundtals mobbad och hade föräldrar som sopade alla problem under mattan. Jämte detta tar han även ställning till sin egen ironiska generation och bekänner att han i efterhand skämdes över hur han och hans vänner aldrig kunde ta ställning i en enda fråga, exempelvis kriget i Jugoslavien. Sensmoralen i föreställningen är att man även måste bejaka sina seriösa sidor. Tyngdpunkten låg emellertid ändå på humor. Allt som allt gavs 80 föreställningar som sågs av omkring 50 000 människor. Den sista föreställningen, på Cirkus i Stockholm, direktsändes i SVT den 23 maj 2009. I flera intervjuer har Schyffert intygat att hans dåvarande hustru Bea Uusma var den som uppmuntrade honom till de många personliga inslagen. 